# Organização Russa da Propriedade Intelectual VOIS
A Organização Russa da Propriedade Intelectual ou VOIS é uma sociedade coletiva da administração de direitos contíguos que foi estabelecida por intérpretes russos e por produtores de fonogramas em 2008.
Hoje em dia a VOIS reúne mais de 3,500 intérpretes e centenas de produtores de fonogramas de estilos diferentes da música.
Em 2009 o Ministério da Cultura da Rússia acreditou a VOIS como uma sociedade para juntar e distribuir remunerações para proprietários de direitos contíguos na Federação Russa. Este significa que só a VOIS tem direito a atuar em nome de números ilimitados de intérpretes e de produtores de fonogramas, juntar e distribuir o dinheiro aos proprietários de direito.
Geralmente a VOIS assina contratos com usantes da música na esfera pública e na transmissão. Os propósitos principais da VOIS são:
- Ajuntamento de remunerações
- Distribuir remunerações no meio da Rússia e proprietários de interpretes estrangeiros (em conformidade dos contratos bilaterais com as sociedades coletivas estrangeiros)
- Representar  interpretes russos no estrangeiro.

A soma total das remunerações em 2012 é mais de 531,7 milhões de rublos.